# Fabian (filme)
Fabian é um filme alemão do gênero drama de 1980, dirigido por Wolf Gremm. Baseia-se no romance Fabian (1931) do autor Erich Kästner. O filme foi escolhido como a submissão oficial da Alemanha Ocidental ao 53.º Oscar de melhor filme estrangeiro, mas não conseguiu receber uma indicação.

## Elenco
- Hans Peter Hallwachs - Fabian
- Hermann Lause - Labude
- Silvia Janisch - Cornelia
- Mijanou Van Baarzel - Frau Moll
- Brigitte Mira - Frau Hohlfeld
- Ivan Desny - Justizrat Labude
- Charles Regnier - Erfinder
- Ruth Niehaus - Ruth Relter
- Carola Regnier - Frau Kulp